# Пол Дејвис
Пол Дејвис (енгл. Paul Davis; Рочестер, 21. јул 1984) је бивши амерички кошаркаш. Играо је на позицији центра.

## Биографија
Дејвис је колеџ каријеру провео на универзитету Мичиген Стејт за који је наступао од 2002. до 2006. године. На НБА драфту 2006. је одабран као 34. пик од стране Лос Анђелес клиперса. Са њима је почео своју професионалну каријеру и остао све до јануара 2009. када је отпуштен. Сезону 2009/10. почиње у екипи Вашингтон визардса одакле је отпуштен након само две одигране утакмице. Након тога одлази у НБА развојну лигу где је наступао за екипу Мејн ред клоза. У априлу 2010. почиње своју европску каријеру у екипи Обрадоира, где се задржава до краја сезоне. Следе две сезоне у екипи Севиље, а наступајући за њих у сезони 2010/11. бива уврштен у другу поставу идеалног тима Еврокупа. Од 2012. па све до краја каријере 2016. је наступао за Химки и са њима је освојио Еврокуп у сезони 2014/15.

## Успеси

### Клупски
- Химки:
  - Еврокуп (1): 2014/15.

### Појединачни
- Идеални тим Еврокупа — друга постава (1): 2010/11.